# Bošnjaci
Bošnjaci es un municipio de Croacia en el condado de Vukovar-Sirmia.

## Geografía
Se encuentra a una altitud de 82 m s. n. m. a 256 km de la capital nacional, Zagreb.

## Demografía
En el censo 2011 el total de población del municipio fue de 3 901 habitantes.
| Gráfica de población de Bošnjaci 1857-2011                          |
|                                                                     |
| Según los censos de población de la oficina estadística de Croacia. |